# Cortyta luteola
Cortyta luteola là một loài bướm đêm trong họ Erebidae.